# Велике Трифоново
Велике Три́фоново (рос. Большое Трифоново) — село у складі Артемовського міського округу Свердловської області.
Населення — 753 особи (2010, 686 у 2002).
Національний склад населення станом на 2002 рік: росіяни — 98 %.